# Brass Knuckles
Brass Knuckles — пятый студийный альбом хип-хоп исполнителя Nelly, выпущен 16 сентября 2008 года, после нескольких переносов. Дебютировал на третьем месте в чарте Billboard 200 с 89 тысячами проданных копий на первой неделе. На второй неделе альбом упустил три позиции с показателем 27 тысяч копий. На осень 2009 года альбом завоевал золото по сертификации RIAA (продано более 500 тысяч).

## Об альбоме
Brass Knuckles был записан в 2007—2008 годах. Первой датой выпуска был назначен сентябрь 2007 года, однако из-за проблем артиста с лейблом альбом был выпущен только через год. Первым официальным синглом стала композиция «Wadsyaname», представленная 21 августа 2007. Из-за переносов сроков данный трек не вошёл на альбом.
Brass Knuckles наименее успешный альбом Нелли, что связано с провальным менеджментом, а также разнообразностью стилевых направлений(hip-hop, r’n’b, club) на данном альбоме, что привело к декатегоризации альбома на радиостанциях.

## Синглы
- «Party People» (feat Fergie) — первый официальный сингл с альбома; был выпущен 18 марта 2008 года и стартовал с 40й позиции на US «Billboard Hot 100» и с 14й в Британском чарте.
- «Stepped on My J’z» при участии Ciara and Jermaine Dupri стал вторым официальным синглом, был презентован в июне 2008 года. Провал сингла в чартах связан с плохой организацией менеджмента, попаданием в интернет до релиза.
- «Body on Me», с Akon и Ashanti был выпущен вслед за Stepped on My J’z. Видео на клип(режиссёр — Benny Boom) заняло 9е место в чарте iTunes top music videos.
- Четвёртым синглом стал лирический трек «One And Only», видео на который было выпущено 10 ноября 2008 года. Был отмечен авторитетными музыкальными критиками как «один из лучших лирических треков в истории музыки».

## Список композиций
| №   | Название                                               | Producer(s)            | Длительность |
| --- | ------------------------------------------------------ | ---------------------- | ------------ |
| 1.  | «U Ain’t Him» (featuring Рик Росс)                     | Wyshmaster             | 3:15         |
| 2.  | «Hold Up» (featuring T.I. & LL Cool J)                 | Free Agentz            | 3:48         |
| 3.  | «LA» (featuring Snoop Dogg & Nate Dogg)                | Neff-U                 | 4:23         |
| 4.  | «Long Night» (featuring Usher)                         | J.Lack                 | 3:15         |
| 5.  | «Lie» (featuring St. Lunatics & Keri Hilson)           | Polow da Don           | 4:20         |
| 6.  | «Party People» (featuring Fergie)                      | Polow da Don           | 3:58         |
| 7.  | «Self-Esteem» (featuring Chuck D)                      | G. Koop                | 3:37         |
| 8.  | «Body on Me» (featuring Akon & Ashanti)                | Akon, Giorgio Tuinfort | 3:29         |
| 9.  | «Stepped on My J’z» (featuring Ciara & Jermaine Dupri) | Jermaine Dupri         | 5:03         |
| 10. | «Let It Go (Lil Mama)» (featuring Pharrell Williams)   | The Neptunes           | 4:22         |
| 11. | «One And Only»                                         | Polow da Don           | 4:19         |
| 12. | «Chill» (featuring St. Lunatics)                       | Wyshmaster             | 5:42         |
| 13. | «Who Fucks Wit Me» (featuring Avery Storm)             | Boom-Batts             | 4:08         |
| 14. | «Ucud Gedit» (featuring Gucci Mane & R. Kelly)         | Polow da Don           | 4:28         |

## Записанные треки, не попавшие на альбом
| Название   | Продюсер(ы)   | Доп.               |
| ---------- | ------------- | ------------------ |
| Wadsyaname | Feemster      | Сингл              |
| Cut It Out |               | feat Pimp C&Sean P |
| Warrior    |               | Olympic Games 2008 |
| Problems   | Pollow Da Don | Bonus-Track        |
| Bay        | Droop-E       |                    |
| Available  |               |                    |
| Spaz Out   |               |                    |

## Чарты
| Чарт (2008)                           | Макс. место |
| ------------------------------------- | ----------- |
| Australian Albums Chart               | 15          |
| France Albums Chart                   | 88          |
| New Zealand Albums Chart              | 22          |
| Swiss Albums Chart                    | 55          |
| U.S. Billboard 200                    | 3           |
| U.S. Billboard Top R&B/Hip-Hop Albums | 2           |
| U.S. Billboard Top Rap Albums         | 1           |
| UK Albums Chart                       | 2           |